# Выборы губернатора Белгородской области (2021)
Внеочередные выборы губернатора Белгородской области прошли в единый день голосования 19 сентября 2021 года, одновременно с выборами в Государственную Думу

## Предпосылки
До конца сентября 2020 года Белгородскую область возглавлял Евгений Савченко. Назначенный на должность еще в 1993 году первым президентом РФ Борисом Ельциным, Савченко был бессменным губернатором региона 27 лет. 22 сентября, 70-летний Евгений Савченко стал сенатором от региона. Он выиграл свои последние губернаторские выборы в 2017 году с 69,29% голосов.
После ухода Савченко со своего поста несколько кандидатур претендовали на место исполняющего обязанности региона. Среди них назывались фамилии Дениса Буцаева, бывшего генерального директора Российского экологического оператора, назначенного Савченко на пост вице-губернатора, федеральный министр транспорта Евгений Дитрих.
18 ноября 2020 года президент Владимир Путин назначил вице-губернатора Ставропольского края Вячеслава Гладкова исполняющим обязанности губернатора Белгородской области. Гладков ранее занимал должности вице-губернатора Севастополя (2016–2018) и мэра ЗАТО «Заречный» (2009–2016).

## Процедура выдвижения и регистрации
В Белгородской области кандидаты выдвигаются только политическими партиями, имеющими в соответствии с федеральными законами право участвовать в выборах. При этом кандидатам не обязательно быть членом какой-либо партии. Самовыдвижение кандидатов невозможно.
Губернатором Белгородской области может быть избран гражданин Российской Федерации, достигший возраста 30 лет. Кандидаты в губернаторы не должны иметь иностранного гражданства или вида на жительство.
Каждый кандидат для регистрации должен собрать не менее 5% подписей членов и глав муниципальных образований (106–111 подписей). Также кандидаты в губернаторы должны представить в Совет Федерации 3 кандидатуры, а победитель выборов впоследствии назначает одного из представленных кандидатов.

## Кандидаты
| Кандидат            | Возраст              | Должность (на момент выдвижения)                                                                               | Субъект выдвижения | Статус          | Кандидаты в Совет Федерации |
| ------------------- | -------------------- | --- | ------------------ | --------------- | --- |
| Владимир Абельмазов | 68 лет (15.03.1957)  | депутат Белгородской областной Думы                                                                            | Партия пенсионеров | зарегистрирован | 1. Владимир Андросов, юрист 2. Владимир Зацепин, пенсионер 3. Сергей Мильшин, главный специалист ООО «Газпром бурение» |
| Вячеслав Гладков    | 56 лет (15.01.1969)  | временно исполняющий обязанности губернатора Белгородской области, бывший вице-губернатор Ставропольского края | «Единая Россия»    | зарегистрирован | 1. Ольга Павлова, спикер Белгородской областной Думы 2. Николай Рыжков, действующий сенатор Совета Федерации 3. Александр Шумейко, депутат Белгородской областной Думы                                                        |
| Евгений Дрёмов      | 44 года (04.03.1981) | помощник депутата Государственной Думы Александра Старовойтова                                                 | «ЛДПР»             | зарегистрирован | 1. Сергей Баринов, координатор Белгородского регионального отделения ЛДПР 2. Константин Климашевский, депутат Белгородской областной Думы 3. Максим Малютин, директор ООО «НЕФТЕХИМ-Комплект»                                 |
| Юрий Осетров        | 58 лет (28.04.1967)  | бывший депутат Белгородской областной Думы (2015–2020), директор ЗАО «АспектЦентр»                             | СРЗП               | зарегистрирован | 1. Юрий Воробьёв, директор частного охранного предприятия «Охранная служба безопасности» 2. Олег Корчагин, член Совета депутатов Старого Оскола 3. Оксана Курямбина, главный бухгалтер ЗАО «АспектЦентр»                      |
| Кирилл Скачко       | 49 лет (22.05.1976)  | депутат Белгородского городского совета                                                                        | КПРФ               | зарегистрирован | 1. Станислав Панов, депутат Белгородской областной Думы, первый секретарь Белгородского обкома КПРФ 2. Сергей Чумаков, генеральный директор ООО «Трансавтоматизация» 3. Валерий Шевляков, депутат Белгородской областной Думы |

## Результаты
| Место                       | Место                       | Кандидат                       | Партия                      | Голосов   | %       |
| --------------------------- | --------------------------- | ------------------------------ | --------------------------- | --------- | ------- |
|                             | 1.                          | Вячеслав Гладков (действующий) | Единая Россия               | 566 353   | 78,79 % |
|                             | 2.                          | Кирилл Скачко                  | КПРФ                        | 71 430    | 9,94 %  |
|                             | 3                           | Юрий Осетров                   | СРЗП                        | 27 101    | 3,77 %  |
|                             | 4                           | Евгений Дрёмов                 | ЛДПР                        | 20 899    | 2,91 %  |
|                             | 5.                          | Владимир Абельмазов            | Партия пенсионеров          | 20 828    | 2,90 %  |
|                             |                             |                                |                             |           |         |
| Действительных бюллетеней   | Действительных бюллетеней   | Действительных бюллетеней      | Действительных бюллетеней   | 706 611   | 98,30 % |
| Недействительных бюллетеней | Недействительных бюллетеней | Недействительных бюллетеней    | Недействительных бюллетеней | 12 232    | 1,70 %  |
| Всего                       | Всего                       | Всего                          | Всего                       | 718 843   | 100 %   |
|                             |                             |                                |                             |           |         |
| Явка                        | Явка                        | Явка                           | Явка                        | 718 843   | 58,57 % |
| Число избирателей           | Число избирателей           | Число избирателей              | Число избирателей           | 1 227 252 | 100 %   |

Действующий сенатор Николай Рыжков был переизбран в Совет Федерации.